# The Fifth Man (Stargate SG-1)
The Fifth Man (El  Quinto Hombre) es el cuarto episodio de la quinta  temporada de la serie de televisión de ciencia ficción Stargate SG-1, y el nonagésimo segundo de toda la serie.

## Trama
Bajo ataque de varios Jaffa en P7S-441, el SG-1 intenta escapar por el Stargate. Sin embargo hieren al Teniente Tyler, por lo que O'Neill se queda para ayudarlo, mientras el resto van al SGC por ayuda. Al llegar, Hammond les dice que no hay ningún Teniente Tyler en el SG-1. Como los miembros del equipo parecen tener recuerdos falsos, no se le permite volver y son enviados a la enfermería. Carter decide buscar en el sistema informático de la base sobre Tyler, pero no halla nada. No obstante, descubre que alguien designado como “Usuario 4574” ha estado observando los archivos de las últimas misiones del equipo.
En tanto, en el planeta, O'Neill se esconde con Tyler tras una vieja estructura de piedra, pero un Planeador de la muerte los encuentra. O'Neill logra derribarlo, pero al hacerlo compromete su posición por lo que prepara una defensa.
Más adelante, el Coronel Simmons del Pentágono llega a la base para interrogar al SG-1, pero Hammond sospecha que él puede estar implicado con el NID. Durante el interrogatorio, Simmoms muestra su disgusto por el SG-1. Sin embargo Carter lo confronta revelándole que sabe que él es el "usuario 4574".
En tanto, al examinar la ropa usada recientemente por el SG-1, la Dra. Fraiser descubre un polvo desconocido, con el que al entrar en contacto, ella adquiere un breve recuerdo sobre el Teniente Tyler. Concluye pronto que este polvo crea memorias falsas.
En el planeta, Tyler confiesa a O'Neill que él es en realidad un “Re'ol” llamado Kaiael, y que alteró los recuerdos del SG-1 para salvarse. Luego de mostrarle su verdadera forma, le dice que su especie utiliza estas capacidades para sobrevivir, pero cuando los Goa'uld descubrieron esto, empezaron a perseguirlos para usar sus capacidades altera-memorias en beneficio propio. A pesar del engaño, O’Neill está determinado a que ambos se salven.
Una vez informados de los efectos del polvo, y a pesar de las objeciones del Coronel Simmons,  el SG-1 consigue permiso para ir a rescatar a O'Neill. Ya en el planeta, logran salvar de los Jaffa al Coronel, pero Tyler es capturado. Sin embargo, Teal’c saca del planeador derribado previamente uno de los cañones de energía, y lo utiliza para acabar con los Jaffa que vigilan el Portal, salvando así al Teniente Tyler.
Al final, Kaiael le agradece al equipo por ayudarlo a pesar de que él los engaño, y vuelve a su mundo, donde su gente enterrara el Portal.

## Artistas invitados
- Dion Johnstone como el Teniente Tyler.
- Gary Jones como Walter Harriman.
- John de Lancie como el Coronel Frank Simmons.
- Teryl Rothery como la Dra. Fraiser.
- Karen van Blankenstein como Enfermera.
- Brad Kelly como Jaffa #1
- Shawn Stewart como Jaffa #2.
- Dario DeIaco como Jaffa #3.